# دیو دیکن
دیو دیکن (انگلیسی: Dave Deacon; ۱۰ مارس ۱۹۲۹ – ۲۳ ژوئیهٔ ۱۹۹۰) بازیکن فوتبال اهل بریتانیا بود.
از باشگاه‌هایی که در آن بازی کرده‌است می‌توان به باشگاه فوتبال کمبریج یونایتد و باشگاه فوتبال ایپسویچ تاون اشاره کرد.